# Kunzeana ebena
Kunzeana ebena är en insektsart som beskrevs av Ruppel och Delong 1952. Kunzeana ebena ingår i släktet Kunzeana och familjen dvärgstritar. Inga underarter finns listade i Catalogue of Life.